# Daniel Georgievski
Daniel Georgievski (Macedonisch: Даниел Георгиевски) (Blacktown, 17 februari 1988) is een Macedonisch-Australisch voormalig professioneel voetballer die doorgaans speelde als rechtsback. Tussen 2007 en 2021 was hij actief voor NK Međimurje, HNK Šibenik, Steaua Boekarest, Melbourne Victory, Newcastle Jets, Western Sydney Wanderers en Melbourne City. Georgievski maakte in 2011 zijn debuut in het Macedonisch voetbalelftal en kwam uiteindelijk tot tweeëntwintig interlandoptredens.

## Clubcarrière
Georgievski speelde in de jeugdopleiding van Dinamo Zagreb, maar debuteerde in het profvoetbal als speler van NK Međimurje. Na drie jaar bij die club werd hij overgenomen door HNK Šibenik waar hij weer een stapje hogerop ging spelen. Op 27 juni 2012 verliet hij ook zijn tweede werkgever weer, toen hij een contract ondertekende bij Steaua Boekarest, dat hem tot medio 2014 bij de Roemeense club zou houden. Twee jaar later keerde hij terug naar zijn geboorteland, waar hij ging spelen voor Melbourne Victory. Aan het einde van het seizoen 2016/17 maakte Georgievski de overstap naar Newcastle Jets, waar hij voor twee seizoenen tekende. In mei 2019 ging hij naar Western Sydney Wanderers, wat hij in april 2021 verruilde voor Melbourne City. Eind 2021 besloot Georgievski op drieëndertigjarige leeftijd een punt te zetten achter zijn actieve loopbaan.

## Interlandcarrière
Georgievski debuteerde op 2 september 2011 in het Macedonisch voetbalelftal. Op die dag werd er met 1–0 verloren van Rusland. De verdediger mocht van de eveneens debuterende bondscoach John Toshack in de basis beginnen en hij werd na 66 minuten gewisseld voor Ferhan Hasani. De andere debutant dit duel was Muarem Muarem (FK Rabotnički).

## Erelijst
| Competitie         |                  |                  |                  |                  |
| Competitie         | Aantal           | Jaren            |                  |                  |
| Steaua Boekarest   | Steaua Boekarest | Steaua Boekarest | Steaua Boekarest | Steaua Boekarest |
| ------------------ | ---------------- | ---------------- | ---------------- | ---------------- |
| Liga I             | 2                | 2012/13, 2013/14 |                  |                  |
| Supercupa României | 1                | 2013             |                  |                  |
| Melbourne Victory  |                  |                  |                  |                  |
| A-League           | 1                | 2014/15          |                  |                  |
| FFA Cup            | 1                | 2015             |                  |                  |